# Marco Sanchez
Marco Sanchez (Los Angeles, 9 januari 1970) is een Amerikaans acteur en filmproducent.

## Biografie
Sanchez werd geboren in Los Angeles als zoon van Cubaanse ouders in een gezin van vier kinderen, hij groeide op in Palm Desert. Hij doorliep de high school aan de Indio High School in Indio (Californië). Hierna studeerde hij af aan de School of Theater, Film en Televisie, afdeling van de Universiteit van Californië - Los Angeles.
Sanchez is getrouwd en heeft een dochter, en woont met zijn gezin in Los Angeles.

## Filmografie

### Films
Uitgezonderd korte films.
- 2017 The Most Hated Woman in America - als Frank Gonzalez
- 2013 Star Trek: Into Darkness – als Torpedo beveiliger
- 2012 My Greatest Teacher – als Andre
- 2012 Tales of Everyday Magic – als Andre
- 2011 Super 8 – als Hernandez
- 2009 Ambition to Meaning: Finding Your Life’s Purpose – als The Groom
- 2009 Rehab for Rejects – als schoolhoofd
- 2008 Richard III – als Richmond
- 2008 Cat City – als Alejandro
- 2008 Diamonds and Guns – als INS agent MacFadden
- 2007 Tyrannosaurus Azteca – als Rios
- 2006 Flirt – als Simon
- 2005 Edison – als Reyes
- 2004 Illusion – als Sanchez
- 2003 Between the Sheets – als Edwardo
- 2002 My Wonderful Life – als Roy
- 2002 The Rookie – als Sanchez
- 2001 American Pie 2 – als Marco
- 2000 The Last Debate – als Henry Ramirez
- 1996 Fall Into Darkness – als Nico
- 1993 Gunsmoke: The Long Ride – als Collie Whitebird

### Televisieseries
Uitgezonderd eenmalige gastrollen.
- 2019 No Good Nick - als Eduardo - 3 afl.
- 2006-2019 Criminal Minds - als rechercheur Murad - 2 afl.
- 2018 Get Shorty - als The Delegate - 2 afl.
- 2010-2018 NCIS – als Alejandro Rivera – 7 afl.
- 2013 The Client List – als Graham Sandoval – 6 afl.
- 2013 The Secret Life of the American Teenager – als dr. Ortiz – 2 afl.
- 2006 Ghost Whisperer – als Freddy Diaz – 2 afl.
- 2001 The Division – als inspecteur Frank Perez – 3 afl.
- 1999 Sons of Thunder – als Carlos Sandoval – 6 afl.
- 1997-1999 Walker, Texas Ranger– als rechercheur Carlos Sandoval – 16 afl.
- 1993-1995 SeaQuest DSV – als chief Miguel Ortiz – 44 afl.
- 1990-1991 Knots Landing – als Paul – 4 afl.

### Filmproducent
- 2012 My Greatest Teacher – film
- 2012 Painting the Future – film
- 2012 Tales of Everyday Magic – film
- 2012 Entanglement – film
- 2009 Ambition to Meaning: Finding Your Life’s Purpose – film
- 2007 The War Prayer – korte film
- 2006 Player's Club – korte film

- Biblioteca Nacional de España: XX4999518
- International Standard Name Identifier: 0000 0001 2157 9646
- Library of Congress Control Number: no2009104296
- Virtual International Authority File: 130829088
- WorldCat: E39PBJpdRX7RkjTF4PPf7DYByd